# 스가 내각
스가 내각(일본어: 菅内閣)은 중의원 의원, 자유민주당 총재, 내각관방장관 스가 요시히데가 제99대 내각총리대신으로 임명되어, 2020년 9월 16일부터 2021년 10월 4일까지 존재한 일본의 내각이다.
자유민주당과 공명당의 연립 내각이다.

## 개요
아베 신조 내각총리대신 겸 자유민주당 총재의 사의 표명에 따라 시행된 자유민주당 총재 선거에서 내각관방장관 스가 요시히데가 제26대 자유민주당 총재로 선출됨에 따라 제4차 아베 신조 제2차 개조내각이 총사퇴함에 따라 후계 정권으로서 발족된 내각이다.
스가 본인은 이 내각을 ‘국민을 위해 일하는 내각’(国民のために働く内閣)이라고 이름을 붙였다.

## 국회 총리 지명 선거
| 중의원 내각총리대신 지명 선거 총 투표수 462명 중 과반수인 232명 득표 필요 | 중의원 내각총리대신 지명 선거 총 투표수 462명 중 과반수인 232명 득표 필요 | 중의원 내각총리대신 지명 선거 총 투표수 462명 중 과반수인 232명 득표 필요           | 중의원 내각총리대신 지명 선거 총 투표수 462명 중 과반수인 232명 득표 필요 |
| 내각총리대신 후보                                                         | 내각총리대신 후보                                                         | 득표수                                                                              | 득표수                                                                    |
| 내각총리대신 후보                                                         | 내각총리대신 후보                                                         | 정당별                                                                              | 총계                                                                      |
| ------------------------------------------------------------------------- | ------------------------------------------------------------------------- | ----------------------------------------------------------------------------------- | ------------------------------------------------------------------------- |
|                                                                           | 스가 요시히데                                                             | 자유민주당(283), 공명당(29), 무소속(1), 의장(1)                                     | 314 / 462                                                                 |
|                                                                           | 에다노 유키오                                                             | 입헌민주당(106), 일본공산당(12), 국민민주당(7), 사회민주당(2), 무소속(6), 부의장(1) | 134 / 462                                                                 |
|                                                                           | 가타야마 도라노스케                                                       | 일본유신회(10), 무소속(1)                                                           | 11 / 462                                                                  |
|                                                                           | 나카야마 나리아키                                                         | 희망의 당(2)                                                                        | 2 / 462                                                                   |
|                                                                           | 고이즈미 신지로                                                           | NHK로부터 국민을 지키는 당(1)                                                       | 1 / 462                                                                   |
| 출처: 202nd Diet Session (House of Representatives)                       |                                                                           |                                                                                     |                                                                           |

| 참의원 내각총리대신 지명 선거 총 투표수 240명 중 과반수인 121명 득표 필요 | 참의원 내각총리대신 지명 선거 총 투표수 240명 중 과반수인 121명 득표 필요 | 참의원 내각총리대신 지명 선거 총 투표수 240명 중 과반수인 121명 득표 필요                                                                   | 참의원 내각총리대신 지명 선거 총 투표수 240명 중 과반수인 121명 득표 필요 |
| 내각총리대신 후보                                                         | 내각총리대신 후보                                                         | 득표수 | 득표수                                                                    |
| 내각총리대신 후보                                                         | 내각총리대신 후보                                                         | 정당별 | 총계                                                                      |
| ------------------------------------------------------------------------- | ------------------------------------------------------------------------- | --- | ------------------------------------------------------------------------- |
|                                                                           | 스가 요시히데                                                             | 자유민주당·국민의 목소리(110), 공명당(27), 모두의 당(2), 무소속(2), 의장(1)                                                                 | 142 / 240                                                                 |
|                                                                           | 에다노 유키오                                                             | 입헌민주당·사회민주당(42), 국민민주당·신록풍회(13), 일본공산당(13), 오키나와의 바람(2), 레이와 신센구미(2), 벽수회(2), 무소속(3), 부의장(1) | 78 / 240                                                                  |
|                                                                           | 가타야마 도라노스케                                                       | 일본유신회(16) | 16 / 240                                                                  |
|                                                                           | 이토 다카에                                                               | 무소속(1) | 1 / 240                                                                   |
|                                                                           | 기권                                                                      | 자유민주당·국민의 목소리(1), 국민민주당·신록풍회(1), 무소속(1)                                                                              | 3 / 240                                                                   |
| 출처: 202nd Diet Session (House of Councillors)                           |                                                                           | |                                                                           |

## 국무대신
- 2020년 9월 16일 임명
- 스가 요시히데를 제외한 국무대신 20명중 11명은 재임명되거나 보직이 이동됐으며 4명은 재입각됐다.

| 직책 | 성명              | 성명 | 소속                           | 특명 담당 사항 | 비고                        |
| --- | ----------------- | ---- | ------------------------------ | --- | --------------------------- |
| 내각총리대신 | 스가 요시히데     |      | 중의원 자유민주당 (스가G)      | | 자유민주당 총재 보직 이동   |
| 부총리 재무대신 내각부 특명담당대신 (금융 담당)                                                                                 | 아소 다로         |      | 중의원 자유민주당 (아소파)     | 디플레이션 탈출 담당 내각총리대신 임시 대리 취임 순위 제1위(부총리)                                                   | 재임명                      |
| 총무대신 | 다케다 료타       |      | 중의원 자유민주당 (니카이파)   | | 보직 이동                   |
| 법무대신 | 가미카와 요코     |      | 중의원 자유민주당 (기시다파)   | | 재입각                      |
| 외무대신 | 모테기 도시미쓰   |      | 중의원 자유민주당 (다케시타파) | 내각총리대신 임시 대리 취임 순위 제3위                                                                                | 재임명                      |
| 문부과학대신 | 하기우다 고이치   |      | 중의원 자유민주당 (호소다파)   | 교육 재생 담당 국립국회도서관 연락조정위원회 위원                                                                     | 재임명                      |
| 후생노동대신 | 다무라 노리히사   |      | 중의원 자유민주당 (이시바파)   | 일하는 방식 개혁 담당 내각총리대신 임시 대리 취임 순위 제5위(2021년 2월 18일 이후)                                    | 재입각                      |
| 농림수산대신 | 노가미 고타로     |      | 참의원 자유민주당 (호소다파)   | | 첫 입각                     |
| 경제산업대신 내각부 특명담당대신 (원자력 손해배상· 폐로 등 지원 기구 담당)                                                      | 가지야마 히로시   |      | 중의원 자유민주당 (무파벌)     | 산업 경쟁력 담당 러시아 경제 분야 협력 담당 원자력 경제 피해 담당                                                     | 재임명                      |
| 국토교통대신 | 아카바 가즈요시   |      | 중의원 공명당                  | 물순환 정책 담당 | 재임명                      |
| 환경대신 내각부 특명담당대신 (원자력 방재 담당)                                                                                 | 고이즈미 신지로   |      | 중의원 자유민주당 (무파벌)     | 기후 변화 담당 (2021년 3월 9일 이후)                                                                                  | 재임명                      |
| 방위대신 | 기시 노부오       |      | 중의원 자유민주당 (호소다파)   | | 첫 입각                     |
| 내각관방장관 | 가토 가쓰노부     |      | 중의원 자유민주당 (다케시타파) | 오키나와 기지 부담 경감 담당 납치 문제 담당 내각총리대신 임시 대리 취임 순위 제2위                                    | 보직 이동                   |
| 내각부 특명담당대신 (마이 넘버 제도)                                                                                            | 히라이 다쿠야     |      | 중의원 자유민주당 (기시다파)   | 디지털 개혁 담당 정보통신기술 정책 담당                                                                               | 재입각 2021년 9월 1일 면직  |
| 디지털 대신 내각부 특명담당대신 (개인정보보호위원회)                                                                            | 히라이 다쿠야     |      | 중의원 자유민주당 (기시다파)   | 2021년 9월 1일 임명                                                                                                   |                             |
| 부흥대신 | 히라사와 가쓰에이 |      | 중의원 자유민주당 (니카이파)   | 후쿠시마 원자력 발전 사고 재생 총괄 담당                                                                              | 첫 입각                     |
| 국가공안위원회 위원장 내각부 특명담당대신 (방재 담당) (해양 정책 담당)                                                          | 오코노기 하치로   |      | 중의원 자유민주당 (무파벌)     | 국토강인화 담당 영토 문제 담당                                                                                        | 재입각 2021년 6월 25일 면직 |
| 국가공안위원회 위원장 내각부 특명담당대신 (방재 담당) (해양 정책 담당)                                                          | 다나하시 야스후미 |      | 중의원 자유민주당 (아소파)     | 국토강인화 담당 영토 문제 담당                                                                                        | 재입각 2021년 6월 25일 임명 |
| 내각부 특명담당대신 (오키나와 및 북방 대책 담당) (규제 개혁 담당)                                                               | 고노 다로         |      | 중의원 자유민주당 (아소파)     | 행정 개혁 담당 국가 공무원 제도 담당 백신 접종 추진 담당(2021년 1월 18일 이후) 내각총리대신 임시 대리 취임 순위 제4위 | 보직 이동                   |
| 내각부 특명담당대신 (저출산 대책 담당) (지방 창생 담당)                                                                         | 사카모토 데쓰시   |      | 중의원 자유민주당 (이시하라파) | 1억 총활약 담당 마을·사람·일 창생 담당 고독·고립 대책 담당(2021년 2월 12일 이후)                                      | 첫 입각                     |
| 내각부 특명담당대신 (경제 재정 정책 담당)                                                                                       | 니시무라 야스토시 |      | 중의원 자유민주당 (호소다파)   | 경제 재생 담당 전세대형 사회 보장 개혁 담당 신종 코로나 바이러스 감염증 대책 담당                                     | 재임명                      |
| 국무대신 내각부 특명담당대신 (남녀 공동 참가 담당)                                                                              | 하시모토 세이코   |      | 참의원 자유민주당 (호소다파)   | 도쿄 올림픽·패럴림픽 경기 대회 담당 여성 활약 담당 내각총리대신 임시 대리 취임 순위 제5위                             | 재임명 2021년 2월 18일 면직 |
| 국무대신 내각부 특명담당대신 (남녀 공동 참가 담당)                                                                              | 마루카와 다마요   |      | 참의원 자유민주당 (호소다파)   | 도쿄 올림픽·패럴림픽 경기 대회 담당 여성 활약 담당                                                                    | 재입각 2021년 2월 18일 임명 |
| 내각부 특명담당대신 (소비자 및 식품 안전 담당) (쿨 재팬 전략 담당) (지적 재산 전략 담당) (과학 기술 정책 담당) (우주 정책 담당) | 이노우에 신지     |      | 중의원 자유민주당 (아소파)     | 2025년 세계 박람회 담당                                                                                               | 첫 입각                     |

## 내각관방부장관·내각법제국 장관
- 2020년 9월 16일 임명

| 직책            | 성명            | 소속                          | 비고   |
| --------------- | --------------- | ----------------------------- | ------ |
| 내각관방부장관  | 사카이 마나부   | 중의원 / 자유민주당(무파벌)   |        |
| 내각관방부장관  | 오카다 나오키   | 참의원 / 자유민주당(호소다파) | 재임명 |
| 내각관방부장관  | 스기타 가즈히로 | 민간(경찰청)                  | 재임명 |
| 내각법제국 장관 | 곤도 마사하루   | 전 내각법제차장 / 경제산업성  | 재임명 |

## 내각총리대신 보좌관
- 2020년 9월 16일 임명

| 직책 | 성명            | 소속                            | 비고                 |
| --- | --------------- | ------------------------------- | -------------------- |
| 내각총리대신 보좌관 (국가 안전 보장에 관한 중요 정책 담당)                                                                            | 기하라 미노루   | 중의원 / 자유민주당(다케시타파) | 재임명               |
| 내각총리대신 보좌관 (경제·외교 담당)                                                                                                  | 아다치 마사시   | 참의원 / 자유민주당(무파벌)     |                      |
| 내각총리대신 보좌관 (국토강인화 및 부흥 등의 사회 자본 정비, 지방 창생, 건강·의료에 관한 성장 전략 및 과학 기술 이노베이션 정책 담당) | 이즈미 히로토   | 민간(국토교통성)                | 재임명               |
| 내각총리대신 보좌관 (정책 평가, 검증 담당)                                                                                            | 가키자키 메이지 | 민간                            | 2020년 10월 1일 임명 |

## 부대신
- 2020년 9월 18일 임명

| 직책            | 성명              | 소속                            | 비고                                                |
| --------------- | ----------------- | ------------------------------- | --------------------------------------------------- |
| 부흥 부대신     | 가메오카 요시타미 | 중의원 / 자유민주당(호소다파)   |                                                     |
| 부흥 부대신     | 요코야마 신이치   | 참의원 / 공명당                 |                                                     |
| 부흥 부대신     | 이와이 시게키     | 참의원 / 자유민주당(다케시타파) | 내각부, 국토교통 부대신 겸임 / 2021년 4월 30일 면직 |
| 부흥 부대신     | 와타나베 다케유키 | 참의원 / 자유민주당(다케시타파) | 내각부, 국토교통 부대신 겸임 / 2021년 4월 30일 임명 |
| 내각부 부대신   | 아카자와 료세이   | 중의원 / 자유민주당(이시바파)   |                                                     |
| 내각부 부대신   | 후지이 히사유키   | 중의원 / 자유민주당(무파벌)     | 디지털 부대신 겸임(2021년 9월 1일 이후)             |
| 내각부 부대신   | 미쓰바야시 히로미 | 중의원 / 자유민주당(호소다파)   |                                                     |
| 내각부 부대신   | 다노세 다이도     | 중의원 / 자유민주당(이시하라파) | 문부과학 부대신 겸임 / 2021년 2월 1일 면직          |
| 내각부 부대신   | 니와 히데키       | 중의원 / 자유민주당(아소파)     | 문부과학 부대신 겸임 / 2021년 2월 1일 임명          |
| 내각부 부대신   | 나가사카 야스마사 | 중의원 / 자유민주당(아소파)     | 경제산업 부대신 겸임                                |
| 내각부 부대신   | 에지마 기요시     | 참의원 / 자유민주당(호소다파)   | 경제산업 부대신 겸임                                |
| 내각부 부대신   | 호리우치 노리코   | 중의원 / 자유민주당(기시다파)   | 환경 부대신 겸임                                    |
| 내각부 부대신   | 나카야마 야스히데 | 중의원 / 자유민주당(호소다파)   | 방위 부대신 겸임                                    |
| 내각부 부대신   | 이와이 시게키     | 참의원 / 자유민주당(다케시타파) | 부흥, 국토교통 부대신 겸임 / 2021년 4월 30일 면직   |
| 내각부 부대신   | 와타나베 다케유키 | 참의원 / 자유민주당(다케시타파) | 부흥, 국토교통 부대신 겸임 / 2021년 4월 30일 임명   |
| 내각부 부대신   | 야마모토 히로시   | 참의원 / 공명당                 | 후생노동 부대신 겸임 / 2021년 1월 22일 임명         |
| 총무 부대신     | 구마다 히로미치   | 중의원 / 자유민주당(무파벌)     |                                                     |
| 총무 부대신     | 신타니 마사요시   | 중의원 / 자유민주당(다케시타파) |                                                     |
| 법무 부대신     | 다도코로 요시노리 | 중의원 / 자유민주당(이시바파)   |                                                     |
| 외무 부대신     | 와시오 에이이치로 | 중의원 / 자유민주당(니카이파)   |                                                     |
| 외무 부대신     | 우토 다카시       | 참의원 / 자유민주당(다케시타파) |                                                     |
| 재무 부대신     | 이토 와타루       | 중의원 / 공명당                 |                                                     |
| 재무 부대신     | 나카니시 겐지     | 참의원 / 자유민주당(아소파)     |                                                     |
| 문부과학 부대신 | 다카하시 히나코   | 중의원 / 자유민주당(아소파)     |                                                     |
| 문부과학 부대신 | 다노세 다이도     | 중의원 / 자유민주당(이시하라파) | 내각부 부대신 겸임 / 2021년 2월 1일 면직            |
| 문부과학 부대신 | 니와 히데키       | 중의원 / 자유민주당(아소파)     | 내각부 부대신 겸임 / 2021년 2월 1일 임명            |
| 후생노동 부대신 | 미하라 준코       | 참의원 / 자유민주당(무파벌)     |                                                     |
| 후생노동 부대신 | 야마모토 히로시   | 참의원 / 공명당                 | 내각부 부대신 겸임(2021년 1월 22일 이후)            |
| 농림수산 부대신 | 하나시 야스히로   | 중의원 / 자유민주당(기시다파)   |                                                     |
| 농림수산 부대신 | 미야우치 히데키   | 중의원 / 자유민주당(니카이파)   |                                                     |
| 경제산업 부대신 | 나가사카 야스마사 | 중의원 / 자유민주당(아소파)     | 내각부 부대신 겸임                                  |
| 경제산업 부대신 | 에지마 기요시     | 참의원 / 자유민주당(호소다파)   | 내각부 부대신 겸임                                  |
| 국토교통 부대신 | 오니시 히데오     | 중의원 / 자유민주당(호소다파)   |                                                     |
| 국토교통 부대신 | 이와이 시게키     | 참의원 / 자유민주당(다케시타파) | 부흥, 내각부 부대신 겸임 / 2021년 4월 30일 면직     |
| 국토교통 부대신 | 와타나베 다케유키 | 참의원 / 자유민주당(다케시타파) | 부흥, 내각부 부대신 겸임 / 2021년 4월 30일 임명     |
| 환경 부대신     | 사사가와 히로요시 | 중의원 / 자유민주당(다케시타파) |                                                     |
| 환경 부대신     | 호리우치 노리코   | 중의원 / 자유민주당(기시다파)   | 내각부 부대신 겸임                                  |
| 방위 부대신     | 나카야마 야스히데 | 중의원 / 자유민주당(호소다파)   | 내각부 부대신 겸임                                  |
| 디지털 부대신   | 후지이 히사유키   | 중의원 / 자유민주당(무파벌)     | 내각부 부대신 겸임 / 2021년 9월 1일 임명            |

## 대신 정무관
- 2020년 9월 18일 임명

| 직책                | 성명              | 소속                            | 비고                                         |
| ------------------- | ----------------- | ------------------------------- | -------------------------------------------- |
| 부흥대신 정무관     | 요시카와 다케루   | 중의원 / 자유민주당(기시다파)   | 내각부대신 정무관 겸임                       |
| 부흥대신 정무관     | 미타니 히데히로   | 중의원 / 자유민주당(무파벌)     | 내각부, 문부과학대신 정무관 겸임             |
| 부흥대신 정무관     | 사토 게이         | 참의원 / 자유민주당(호소다파)   | 내각부, 경제산업대신 정무관 겸임             |
| 내각부대신 정무관   | 오카시타 쇼헤이   | 중의원 / 자유민주당(니카이파)   | 디지털대신 정무관 겸임(2021년 9월 1일 이후)  |
| 내각부대신 정무관   | 와다 요시아키     | 중의원 / 자유민주당(호소다파)   |                                              |
| 내각부대신 정무관   | 무네키요 고이치   | 중의원 / 자유민주당(호소다파)   | 경제산업대신 정무관 겸임                     |
| 내각부대신 정무관   | 하토야마 지로     | 중의원 / 자유민주당(니카이파)   | 국토교통대신 정무관 겸임                     |
| 내각부대신 정무관   | 가미타니 노보루   | 중의원 / 자유민주당(니카이파)   | 환경대신 정무관 겸임                         |
| 내각부대신 정무관   | 마쓰카와 루이     | 참의원 / 자유민주당(호소다파)   | 방위대신 정무관 겸임                         |
| 내각부대신 정무관   | 요시카와 다케루   | 중의원 / 자유민주당(기시다파)   | 부흥대신 정무관 겸임                         |
| 내각부대신 정무관   | 미타니 히데히로   | 중의원 / 자유민주당(무파벌)     | 부흥, 문부과학대신 정무관 겸임               |
| 내각부대신 정무관   | 사토 게이         | 참의원 / 자유민주당(호소다파)   | 부흥, 경제산업대신 정무관 겸임               |
| 총무대신 정무관     | 다니가와 도무     | 중의원 / 자유민주당(호소다파)   |                                              |
| 총무대신 정무관     | 후루카와 야스시   | 중의원 / 자유민주당(다케시타파) |                                              |
| 총무대신 정무관     | 미야지 다쿠마     | 중의원 / 자유민주당(이시하라파) |                                              |
| 법무대신 정무관     | 오노다 기미       | 참의원 / 자유민주당(다케시타파) |                                              |
| 외무대신 정무관     | 고쿠바 고노스케   | 중의원 / 자유민주당(기시다파)   |                                              |
| 외무대신 정무관     | 스즈키 하야토     | 중의원 / 자유민주당(기시다파)   |                                              |
| 외무대신 정무관     | 나카니시 사토시   | 참의원 / 자유민주당(이시바파)   |                                              |
| 재무대신 정무관     | 후나하시 도시미쓰 | 중의원 / 자유민주당(아소파)     |                                              |
| 재무대신 정무관     | 모토에 다이치로   | 참의원 / 자유민주당(다케시타파) |                                              |
| 문부과학대신 정무관 | 와니부치 요코     | 중의원 / 공명당                 |                                              |
| 문부과학대신 정무관 | 미타니 히데히로   | 중의원 / 자유민주당(무파벌)     | 부흥, 내각부대신 정무관 겸임                 |
| 후생노동대신 정무관 | 오쿠마 가즈히데   | 중의원 / 자유민주당(아소파)     |                                              |
| 후생노동대신 정무관 | 고야리 다카시     | 참의원 / 자유민주당(기시다파)   |                                              |
| 농림수산대신 정무관 | 이케다 미치타카   | 중의원 / 자유민주당(다케시타파) |                                              |
| 농림수산대신 정무관 | 구마노 세이시     | 참의원 / 공명당                 |                                              |
| 경제산업대신 정무관 | 무네키요 고이치   | 중의원 / 자유민주당(호소다파)   | 내각부대신 정무관 겸임                       |
| 경제산업대신 정무관 | 사토 게이         | 참의원 / 자유민주당(호소다파)   | 부흥, 내각부대신 정무관 겸임                 |
| 국토교통대신 정무관 | 고바야시 시게키   | 중의원 / 자유민주당(니카이파)   |                                              |
| 국토교통대신 정무관 | 아사히 겐타로     | 참의원 / 자유민주당(무파벌)     |                                              |
| 국토교통대신 정무관 | 하토야마 지로     | 중의원 / 자유민주당(니카이파)   | 내각부대신 정무관 겸임                       |
| 환경대신 정무관     | 미야자키 마사루   | 참의원 / 공명당                 |                                              |
| 환경대신 정무관     | 가미타니 노보루   | 중의원 / 자유민주당(니카이파)   | 내각부대신 정무관 겸임                       |
| 방위대신 정무관     | 오니시 히로유키   | 중의원 / 자유민주당(기시다파)   |                                              |
| 방위대신 정무관     | 마쓰카와 루이     | 참의원 / 자유민주당(호소다파)   | 내각부대신 정무관 겸임                       |
| 디지털대신 정무관   | 오카시타 쇼헤이   | 중의원 / 자유민주당(니카이파)   | 내각부대신 정무관 겸임 / 2021년 9월 1일 임명 |

## 세력 조견표
※ 내각 발족 당시 기준(전임 내각의 사무 인계는 제외)
※ 내각관방부장관(정무)는 부대신에 포함
※ 굵은 글씨는 자민당 5역
※ 유린카이(다니가키 그룹)의 소속 의원은 다른 계보와 겸임하던 의원을 포함해 중·참의원 30명.
※ 관례에 따라 형식적으로 파벌에서 이탈하는 내각총리대신, 중의원 및 참의원 의장, 당 간부도 원 소속 파벌에 포함
| 명칭       | 세력 | 국무대신 | 부대신 | 정무관 | 보좌관 | 기타                               |
| ---------- | ---- | -------- | ------ | ------ | ------ | ---------------------------------- |
| 호소다파   | 98   | 5        | 5      | 6      | 0      | 정무조사회장, 참의원 간사장        |
| 아소파     | 56   | 3        | 3      | 2      | 0      | 중의원 의장, 참의원 의장, 총무회장 |
| 다케시타파 | 54   | 2        | 4      | 4      | 1      | 선거대책위원장, 참의원 의원회장    |
| 공명당     | 57   | 1        | 3      | 3      | 0      |                                    |
| 무파벌     | 54   | 4        | 3      | 2      | 1      | 자유민주당 총재, 간사장 대행       |
| 기시다파   | 46   | 2        | 2      | 4      | 0      |                                    |
| 니카이파   | 46   | 2        | 2      | 4      | 0      | 간사장                             |
| 이시바파   | 19   | 1        | 2      | 1      | 0      |                                    |
| 유린카이   | 18   | 0        | 1      | 0      | 0      |                                    |
| 이시하라파 | 11   | 1        | 1      | 1      | 0      | 국회대책위원장                     |
| 민간       | /    | 0        | 0      | 0      | 2      |                                    |
| -          | /    | 20       | 25     | 27     | 4      | /                                  |

## 주해
1. 1 2  디지털청 설치에 따른 직위 변경.